# Kanton Melesse
 Melesse    is een kanton van het Franse departement Ille-et-Vilaine. Het kanton maakt deel uit van het arrondissement Rennes .

In 2020 telde het 37.919 inwoners.

Het kanton werd gevormd ingevolge het decreet van 18 februari 2014 met uitwerking op 22 maart 2015, met Melesse als hoofdplaats.

## Gemeenten
Het kanton omvat volgende 15 gemeenten:
- Clayes
- Gévezé
- Guipel
- Hédé-Bazouges
- Langouet
- Melesse
- La Mézière
- Montreuil-le-Gast
- Parthenay-de-Bretagne
- Saint-Germain-sur-Ille
- Saint-Gilles
- Saint-Gondran
- Saint-Médard-sur-Ille
- Saint-Symphorien
- Vignoc